# Mîkolai-Pole, Zaporijjea
Mîkolai-Pole (în ucraineană Миколай-Поле) este localitatea de reședință a comunei Mîkolai-Pole din raionul Zaporijjea, regiunea Zaporijjea, Ucraina.

## Demografie
Componența lingvistică a localității Mîkolai-Pole
     Ucraineană (86,77%)
     Rusă (11,9%)
     Alte limbi (0,72%)
Conform recensământului din 2001, majoritatea populației localității Mîkolai-Pole era vorbitoare de ucraineană (86,77%), existând în minoritate și vorbitori de rusă (11,9%).